# ناديني (ألبوم)
ناديني هو ثاني ألبومات المطربة اللبنانية ميريام فارس٬ صدر في عام 2005 وقد ٱحتوى الألبوم على عشرة أغاني.
حقق هذا الألبوم نجاحا كبيرا في الوطن العربي٬ وخصوصا أغنية واحشني إيه وكما لقيت أغاني الألبوم أصداء واسعه بالعالم العربي مثل أغنية :(ناديني)٬ (هقلق راحتك).

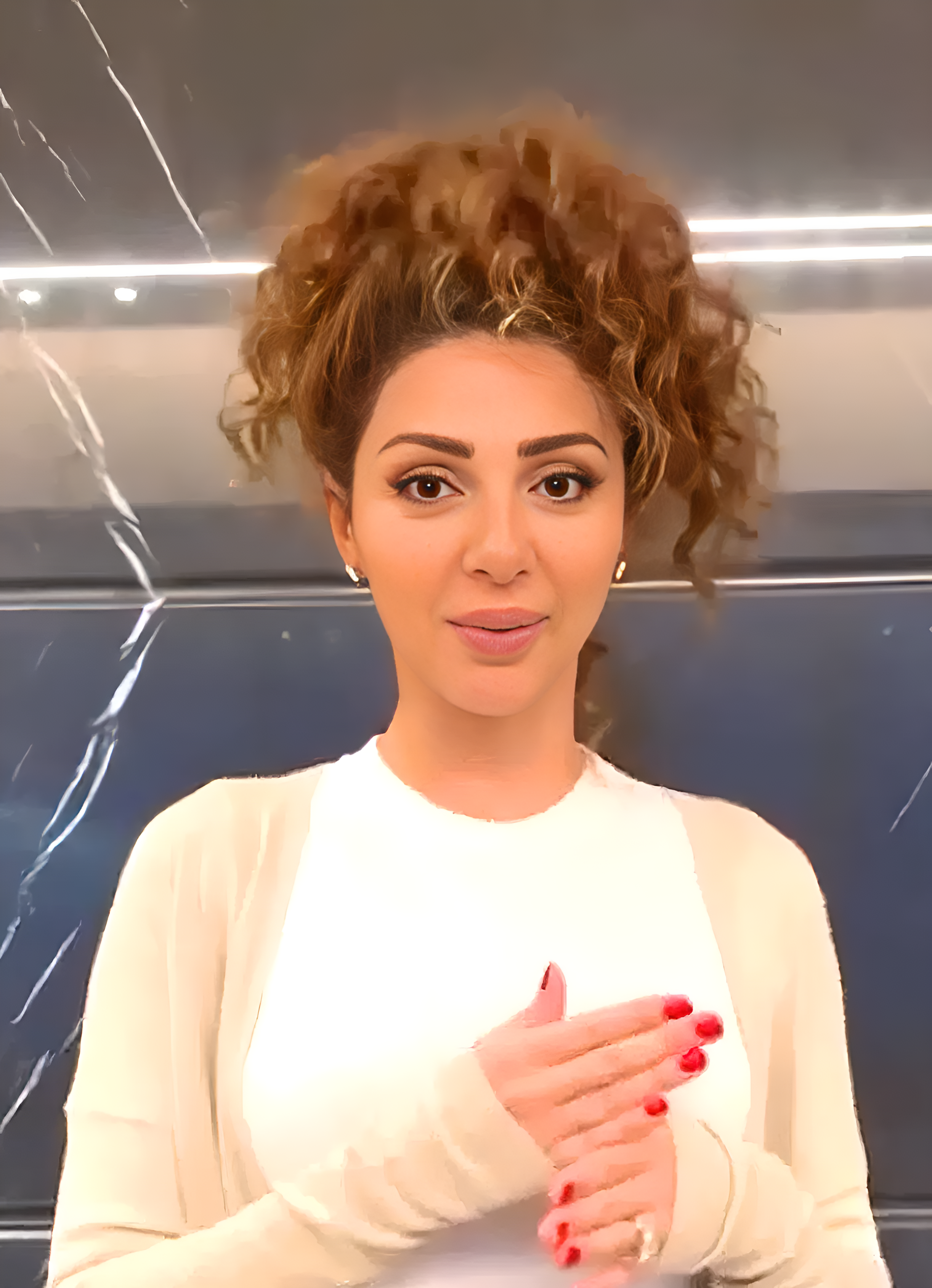
ميريام فارس صاحبة ألبوم ناديني

## الأغاني
- ناديني (أغنية)
- هقلق راحتك (أغنية)
- واحشني ايه (أغنية)
- عنديه
- خليني طير
- حسيت بامان
- معرفش حد بالاسم ده
- ليه حبيبي
- زعلان مني
- حسسني بيك